# 胡氏树蛙
胡氏树蛙（学名：Zhangixalus hui）一种分布于中华人民共和国四川省南部地区的两栖动物，隶属于树蛙科张树蛙属。模式产地为四川昭觉县碗厂乡西洛村燕窝塘。种加词取自命名人刘承钊的妻子，同为中国两栖动物学家的胡淑琴的姓氏。
1994年，有研究人员将杜氏泛树蛙（Polypedates dugritei）昭觉居群和利川居群认定为一个新种——昭觉泛树蛙（Polypedates zhaojuensis）。2006年，研究人员将昭觉泛树蛙认定为本种的同物异名。

## 形态特征
胡氏树蛙雄蛙体长51～66毫米，雌蛙体长40～45.4毫米。皮肤表面具疣粒。背部呈绿色，具有棕色斑点，斑点外围呈深棕色；腹面呈略带淡黄的乳白色，伴有灰色纹路。

## 保护
本种于2023年被收录入《有重要生态、科学、社会价值的陆生野生动物名录》。